# Stalinez-100
Der Stalinez-100 (russisch Сталинец-100), ab 1958 im Zuge der Entstalinisierung S-100 (russisch С-100) genannt, ist ein schwerer sowjetischer Kettentraktor, der mit entsprechendem Planierschild auch als Planierraupe nutzbar ist. Er löste den seit 1946 gebauten Stalinez-80 ab. Die Produktion begann 1956 im Tscheljabinski Traktorny Sawod und bis 1964 wurden knapp 125.000 Exemplare gebaut.

## Fahrzeuggeschichte und Beschreibung

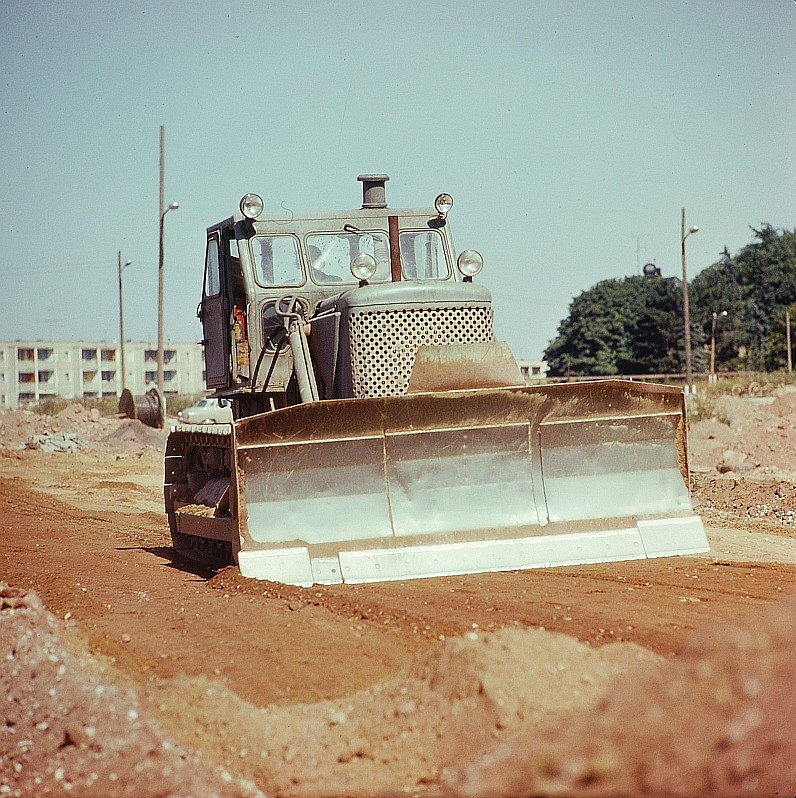
Nachfolgemodell T-100

Der Stalinez-100 wurde ab dem Jahr 1956 entwickelt und in Serie gebaut. Im Wesentlichen wurde der Vorgänger Stalinez-80 mit einem verbesserten Motor ausgerüstet, der nun 100 PS (74 kW) leistet. Im Zuge einer Umbenennung des Werks im Jahr 1958 wurde auch der Name Stalins aus der Modellbezeichnung entfernt. Fortan wurde nur noch die Abkürzung S-100 genutzt, nicht mehr die Bezeichnung Stalinez.
Als Anlasser des Dieselmotors dient ein seitlich angeflanschter 2-Zylinder Ottomotor P-46. Bei laufendem Anlassermotor wird der großvolumige Dieselmotor durch Betätigung dreier Hebel (Gang, Kupplung, Dekompression) angelassen. Der Anlassmotor selbst wird per Kurbel gestartet, später wurden für ihn elektrische Anlasser nachgerüstet. Das gemeinsame Kühlsystem von Anlassermotor und Hauptmotor umfasst 75 Liter, der Anlassermotor heizt den Hauptmotor vor. Somit ist das Fahrzeug auch bei starkem Frost einsetzbar.
Das Planierschild wird vorne durch einen mittigen Flaschenzug höhenverstellt, der von einer Seilwinde am Heck der Raupe angetrieben wird. Ab 1963 wurde das Modell T-100 parallel produziert, das weitgehend der S-100 entspricht. Es erhielt aber einen stärkeren Dieselmotor und bei einigen Versionen kann das Planierschild schon über zwei seitliche Hydraulikzylinder höheneingestellt werden. 1964 wurde die Fertigung des S-100 eingestellt, insgesamt wurden 124.416 Stück gebaut.
Die Traktoren des Typs Stalinez-100 beziehungsweise S-100 fanden in vielen Staaten des ehemaligen Ostblocks Verwendung.

## Technische Daten
Für das Grundmodell Stalinez-100.
- Motor: Vierzylinder-Viertakt-Dieselmotor
- Motortyp: KDM-100
- Leistung: 100 PS (74 kW)
- Drehmoment: 78 kpm (765 Nm) bei 1050 min−1
- Hubraum: 13,54 l
- Hub: 205 mm
- Bohrung: 145 mm
- Getriebe: Schaltgetriebe, 5 Vorwärtsgänge, 4 Rückwärtsgänge
- Höchstgeschwindigkeit: 10,15 km/h vorwärts, 7,61 km/h rückwärts
- Tankinhalt: 235 l Dieselkraftstoff
- spezifischer Kraftstoffverbrauch: 205 g/PSh (279 g/kWh)
- Anlasser: Zweizylinder-Ottomotor Typ P-46
- Zugkraft: etwa 60 kN

Abmessungen und Gewichte
- Länge: 4255 mm
- Breite: 2460 mm ohne Planierschild (optional)
- Höhe: 3059 mm
- Bodenfreiheit: 391 mm
- Radstand (Abstand zwischen den Achsen der Treibräder): 2370 mm
- Spurweite: 1880 mm
- Spezifischer Bodendruck: 0,5 kp/cm²
- Leergewicht: 11,85 t
- Motorgewicht: 2,1 t